# 科勒槽溝
36°30′N 302°54′W / 36.5°N 302.9°W
科勒槽溝（Coloe Fossae）是一組位於火星伊斯墨诺斯湖区區的槽溝。它的中心位置在36.5°N，302.9°W，長590公里，以火星上的古典反照率特徵命名。

## 圖集

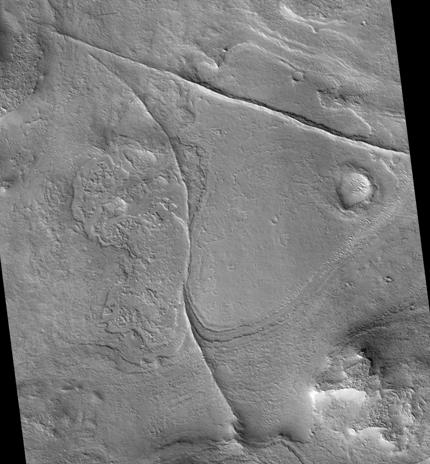
火星偵察軌道器的 HiRISE 拍攝科勒槽溝內的岩脈或斷層，這兩種地形都可能會造成礦物沉積。
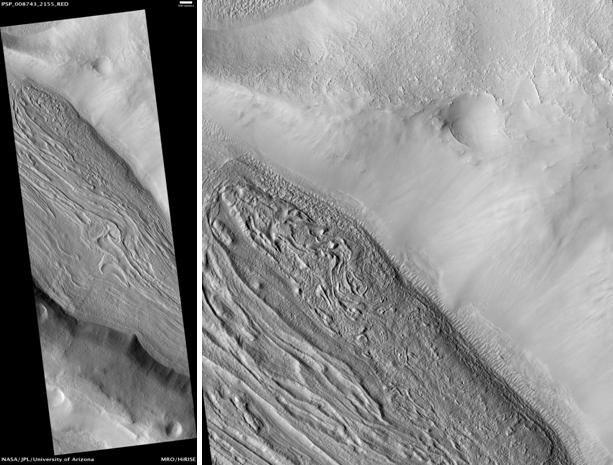
由 HiRISE 拍攝科勒槽溝內的線狀谷底沉積（Lineated Valley Fill），比例尺長度500公尺。
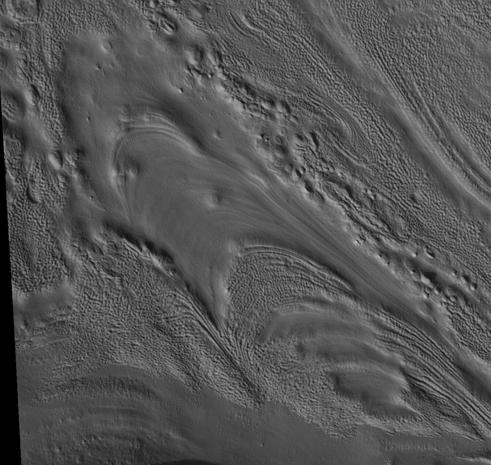
科勒槽溝內的坑洞，可能是流水造成，HiRISE 拍攝。